# Циклічна група
Циклічна група — це група, яка може бути породжена одним із своїх елементів. Тобто всі елементи групи є степенями даного елемента (або, використовуючи термінологію адитивних груп, всі елементи групи рівні {\displaystyle ng}, де {\displaystyle g\in G,n\in \mathbb {Z} }).
Формально, для мультиплікативних груп:
{\displaystyle G=\langle a\rangle =\left\{a^{n}\ |\ n\in \mathbb {Z} \right\}.\ }
для адитивних:
{\displaystyle G=\langle a\rangle =\left\{na\ |\ n\in \mathbb {Z} \right\}.\ }

## Приклади
- Група {\displaystyle \mathbb {Z} } цілих чисел з операцією додавання. Дана група є прикладом нескінченної циклічної групи.
- Група {\displaystyle \mathbb {Z} /n\mathbb {Z} } цілих чисел за модулем {\displaystyle n} з операцією додавання. Дана група є прикладом скінченної циклічної групи.
- Група коренів з {\displaystyle n}-го степеня з {\displaystyle 1} (в множині комплексних чисел) з операцією множення.

## Властивості
- Всі циклічні групи є абелевими.

Це випливає з асоціативності групи.
- Кожна скінченна циклічна група ізоморфна групі {\displaystyle \mathbb {Z} /n\mathbb {Z} }, а кожна нескінченна циклічна група ізоморфна групі {\displaystyle \mathbb {Z} }.

Справді, для нескінченної групи можна взяти як ізоморфізм відображення, що переводить {\displaystyle a^{k}} в {\displaystyle k}.
Для скінченної групи порядку n використовуємо аналогічне відображення і враховуємо, що {\displaystyle a^{n}=1} та {\displaystyle n\equiv 0{\pmod {n}}.}
- У нескінченної циклічної групи є два твірні елементи: {\displaystyle 1} та {\displaystyle -1}; для скінченної групи порядку {\displaystyle n} їх кількість рівна функції Ейлера {\displaystyle \varphi (n),} тобто кількості чисел менших від {\displaystyle n} і взаємно простих з {\displaystyle n}.

Для скінченної циклічної групи елемент {\displaystyle k} є твірним тоді й лише тоді коли він взаємно простий з {\displaystyle n}. Тоді існують {\displaystyle a,b\in \mathbb {Z} } для яких виконується {\displaystyle ak+bn=1} тобто {\displaystyle ak\equiv 1{\pmod {n}}}. Відповідно {\displaystyle 2ak\equiv 2{\pmod {n}}} і так для всіх елементів.
Навпаки якщо {\displaystyle ak\equiv 1{\pmod {n}}} то {\displaystyle ak-1} ділиться на {\displaystyle n} тобто рівне {\displaystyle nb} для деякого цілого {\displaystyle b}. Тоді {\displaystyle ak-bn=1}? що можливо лише для взаємно простих чисел.
- Якщо порядок групи — просте число, то така група циклічна.

Є наслідком теореми Лагранжа.
- Якщо група не має власних підгруп то вона циклічна і її порядок просте число.

## Теорема про підгрупи циклічної групи
Ключовим результатом для циклічних груп є наступна теорема:
Кожна підгрупа циклічної групи є циклічною.

### Доведення
Нехай {\displaystyle G} — циклічна група і {\displaystyle H} — її підгрупа. Вважатимемо, що {\displaystyle G} і {\displaystyle H} не є тривіальними (тобто мають більше одного елемента).
Нехай {\displaystyle g} — твірний елемент групи {\displaystyle G}, а {\displaystyle n} — найменше додатне ціле число, таке що {\displaystyle g^{n}\in H}. Твердження: {\displaystyle H=\langle g^{n}\rangle }
{\displaystyle \langle g^{n}\rangle \subseteq H}
{\displaystyle {\forall a\in \langle g^{n}\rangle }\,{\exists z\in \mathbb {Z} }\mid {a=(g^{n})^{z}}}
{\displaystyle g^{n}\in H\Rightarrow (g^{n})^{z}\in H\Rightarrow a\in H}
Відповідно, {\displaystyle \langle g^{n}\rangle \subseteq H}.
{\displaystyle H\subseteq \langle g^{n}\rangle }
Нехай {\displaystyle h\in H}.
{\displaystyle h\in H\Rightarrow h\in G\Rightarrow \exists x\in {\mathbb {Z} }\mid h=g^{x}}.
Згідно з алгоритмом ділення {\displaystyle \exists q,r\in {\mathbb {Z} }\mid 0\leq r<n\land x=qn+r}
{\displaystyle \ h=g^{x}=g^{qn+r}=g^{qn}g^{r}=(g^{n})^{q}g^{r}\Rightarrow g^{r}=h(g^{n})^{-q}}.
{\displaystyle h,g^{n}\in H\Rightarrow g^{r}\in H}.
Зважаючи на вибір {\displaystyle n} і те, що {\displaystyle 0\leq r<n}, одержуємо {\displaystyle r=0}.
{\displaystyle r=0\Rightarrow h=(g^{n})^{q}g^{0}=(g^{n})^{q}\in \langle g^{n}\rangle }.
Відповідно, {\displaystyle H\subseteq \langle g^{n}\rangle }.

### Українською
- (укр.) Гаврилків В. М. Елементи теорії груп та теорії кілець. — І.-Ф.  : Голіней, 2023. — 153 с.

### Іншими мовами
- Курош А. Г. Теория групп. — 3-е изд. — Москва : Наука, 1967. — 648 с. — ISBN 5-8114-0616-9.(рос.)
- Винберг Э. Б. Курс алгебри. — 4-е изд. — Москва : МЦНМО, 2011. — 592 с. — ISBN 978-5-94057-685-3.(рос.)

- Джозеф Ротман[en]. An Introduction to the Theory of Groups. — 4th. — Springer (Graduate Texts in Mathematics), 1994. — 532 с. — ISBN 978-0387942858.(англ.)